# Delicious (film)
Delicious is een film uit 1931 onder regie van David Butler. Het is een musical van 20th Century Fox, waarin onder andere Janet Gaynor, Charles Farrell, Mischa Auer, Virginia Cherrill en Olive Tell te zien zijn.

## Verhaal
Een grote groep immigranten zijn aan boord van de boot S.S. Mauronia, waaronder de Russen Sascha, Mischa, Toscha, en Olga. Sascha is dolverliefd op de Schotse Heather en Olga is verliefd op een ober van de eerste klas, Chris Jansen. Eenmaal aangekomen krijgt Heather een aantal problemen...

## Rolverdeling
| Acteur              | Personage         |
| ------------------- | ----------------- |
| Janet Gaynor        | Heather Gordon    |
| Charles Farrell     | Larry Beaumont    |
| El Brendel          | Chris Jansen      |
| Raul Roulien        | Sascha            |
| Lawrence O'Sullivan | Detective O'Flynn |
| Manya Roberti       | Olga              |
| Virginia Cherrill   | Diana Van Bergh   |
| Olive Tell          | Mrs. Van Bergh    |
| Mischa Auer         | Mischa            |
| Marvine Maazel      | Toscha            |